# 戴密微
保罗·德米耶维尔（法語：Paul Demiéville，1894年9月13日—1979年3月23日），汉名戴密微，法国汉学家，敦煌学著名研究学者。

## 生平简介
戴密微出生于瑞士洛桑。1915年在伦敦开始学习汉语，然后到法国国立东方语言文化学院，师从沙畹继续学习汉语，并跟随列维学习梵语。1919年毕业。1920至1924年在越南河内法国远东学院工作，1924至1926年在厦门大学教授梵文和文献学。1926至1930年在日本东京法国会馆工作，并担任佛学词典《法宝义林》的主编。1930年回到法国并加入法国国籍，1931年在国立东方现代语言学院任教。1945年成为高等实验研究学院的博导，教授佛教文献学，一直到1956年。在马伯乐去世后，1946年被任命为法兰西公学院中国语言文学讲席教授，直到1964年退休为止。1951年被评为法兰西文学院院士。
1945至1975年任《通报》主任。二战期间葛兰言、伯希和、马伯乐三位著名汉学家去世后，他成为法国战后唯一的汉学研究大师。除了中国和日本之外，他还在比利时、意大利和美国具有影响。

## 主要著作
- 《中国古典诗歌文选》，巴黎，加利马尔出版社，1962；
- 《临济对话录》，巴黎，法亚尔出版社，1972；
- 《汉学研究选集》，莱顿，1973；
- 《佛教研究选集》，莱顿，1973；
- 《拉萨僧诤记》，汉学高等研究院，1987.